# 拳无虚发 (1987年游戏)
《拳无虚发》是一款由任天堂于1987年制作和发行的拳击类体育游戏，最早於9月18日先行在日本紅白機平台推出金色卡匣限量版（為任天堂在日本舉辦FC磁碟機遊戲《高爾夫公開賽》比賽的獎品之一）。
零售版以《迈克泰森的拳无虚发》为标题于1987年10月18日发行，是任天堂第一款聯名遊戲。之后由於麥克泰森的代言合約（即1986年麥克泰森同任天堂簽為期3年的代言合約）於1989年屆滿，因此于1990年8月改名為《拳无虚发以夢先生为特色》（Punch-Out!! Featuring Mr. Dream）在北美和欧洲重新发行。
之前制作街机版《拳无虚发》的竹田玄洋领衔制作本游戏。
在《拳无虚发》中，玩家控制的主人公为小麥克。在他的职业拳击生涯中，他将碰到來自世界各地的对手。
本游戏收到广泛好评。GameSpot的调查结果是本游戏被列为FC游戏机最佳游戏第6位。2008年8月，《任天堂力量》将本游戏列为最好的FC游戏第六位。

## 外部連結
- 红白机40周年纪念活动网站上的《拳无虚发 （页面存档备份，存于）》（日語）